# Лёвкино (Московская область)
Лёвкино — деревня в Московской области России. Входит в Павлово-Посадский городской округ. Население — 40 чел. (2010).

## Расположение
Деревня Лёвкино расположена примерно в 13 км к югу от города Павловский Посад. Ближайшие населённые пункты — деревни Новозагарье, Шебаново и Крупино.

## История
Деревня Лёвкино ранее входила в состав волости Загарье. К 1795 году в деревне было 12 домов, в которых проживало 72 человека (31 мужчина и 41 женщина). В 1869 году в деревне было 43 двора, 42 деревянных дома и 209 жителей (107 мужчин и 102 женщины). Согласно переписи 1926 года а деревне проживало 348 человек.
Помимо крестьянских работ жители деревни занимались различными промыслами. В 1876 году в деревне было 14 медно-латунных заведения, на которых трудились 50 человек. Кроме того в деревне находилось несколько ткацких мастерских. Во многих семьях занимались обшивкой платков и надомной работой.
После Октябрьской революции владельцы кустарных производств были раскулачены и высланы за пределы Московской области. В 1931 году в деревне был организован колхоз «3-й решающий».
С 2004 до 2017 гг. деревня входила в Аверкиевское сельское поселение Павлово-Посадского муниципального района.

## Население
| 1926 | 2002 | 2006 | 2010 |
| ---- | ---- | ---- | ---- |
| 348  | ↘48  | ↗52  | ↘40  |